# Подлесе (гміна Богорія)
Подлесе (пол. Podlesie) — село в Польщі, у гміні Богорія Сташовського повіту Свентокшиського воєводства.
Населення — 128 осіб (2011).
У 1975-1998 роках село належало до Тарнобжезького воєводства.

## Демографія
Демографічна структура на день 31 березня 2011 року:
|          | Загалом | Допрацездатний вік | Працездатний вік | Постпрацездатний вік |
| -------- | ------- | ------------------ | ---------------- | -------------------- |
| Чоловіки | 71      | 9                  | 60               | 2                    |
| Жінки    | 57      | 12                 | 35               | 10                   |
| Разом    | 128     | 21                 | 95               | 12                   |